# Хайм, Буркхард
Буркхард Хайм (нем. Burkhard Heim, 9 февраля 1925—14 января 2001) — немецкий физик-теоретик. В 1950-х годах разработал собственную квантовую теорию — теория Хайма (обнародована в 1957) — на основе теории относительности Альберта Эйнштейна.
Предполагается, что на основе его теории (или теорий, разработанных в дальнейшем), человечество сможет строить корабли, способные достичь планет Солнечной системы за несколько часов. Предполагается, что с помощью так называемого «прыжка в гиперпространство» можно будет долететь к звезде, лежащей в десятке световых лет от Земли, за 80 дней по земному и корабельному времени.
Буркхард Хайм не знал английского и не публиковал свои выкладки на нём; по этой причине его теория до сих пор не слишком известна среди физиков.

## «Гипердвигатель» Буркхарда Хайма
Буркхард Хайм начал обдумывать принципы космических полётов на «гипердвигателе» в рамках своей теории. Его цель состояла в том, чтобы добиться полного обоснования возможности таких полётов. Это направление исследований родилось как побочный продукт попытки соединить квантовую механику и общую теорию относительности Эйнштейна. Между ними до сих пор нет соответствия, так как они по-разному рассматривают пространство изучаемых явлений:
- В ОТО четырёхмерное пространство-время — нечто вроде «активной ткани», искажения которой проявляются в виде гравитации (популярная аналогия: шарик (то есть масса), проминающий натянутый платок).
- В квантовой механике пространство — арена для фундаментальных частиц и их взаимодействий, неподвижное и пассивное «нечто». Развитием такого представления стала «Теория струн».

В начале 1950-х Хайм начал переписывать уравнения общей теории относительности так, чтобы «примирить» их с квантовой механикой. Он привлёк идею Эйнштейна о том, что гравитация — это видимое наблюдателем проявление искажений в пространстве и времени, но предложил, что взаимодействия могут происходить в наборе пространственных измерений. Первоначально он ввёл четыре дополнительных измерения, получив восьмимерное пространство, но позже по ряду причин отказался от двух из них.
Так или иначе, Хайм показал (или, корректнее говорить — считал, что показал): в его шестимерном (включая время) пространстве гравитация и электромагнетизм объединяются и становятся проявлением более глубокого взаимодействия. Из этого следовало, что при определённых условиях гравитационная энергия может обращаться в электромагнитную, и наоборот.
В свою очередь, это означало, что «гипердвигатель», отталкивающий космический корабль от поверхности массивной планеты и разгоняющий его до высоких скоростей, может быть построен. Однако Буркхард Хайм отказывался раскрывать все детали своей теории без постановки «решающего эксперимента», а такой опыт не удавалось поставить — как из-за нехватки денег, так и в силу ограниченных возможностей техники 50-х и 60-х годов.

## «Восьмимерная Вселенная» — развитие теории
«Нарушение законов физики», по мнению Вальтера Дрёшера (Walter Dröscher) из университета Инсбрука и Йохима Хойезера (Jochem Häuser), ведущего исследователя в германской компании HPCC-Space GmbH и профессора университета прикладной физики в Зальцгиттере — лишь кажущееся.
Дрёшер начал интересоваться идеями Хайма в 1980-х годах. В своих работах он вернул 7-е и 8-е измерение, поначалу отвергнутое Хаймом, и составил математическое описание восьмимерной Вселенной — так называемого пространства Хайма-Дрёшера.
Из новых выкладок Вальтера Дрёшера, недавно объединившегося в своих изысканиях с Йохимом Хойезером, следует: комбинация из быстровращающегося кольца и кольцевого электромагнита при очень сильном магнитном поле способна «протолкнуть» частицы материи в другие измерения, где могут быть другие значения природных констант, в том числе — другая скорость света.
Если это предположение окажется верным, материя может быть разогнана до скоростей, превышающих скорость света. Однако авторы работы признаю́т, что их исследование «содержит недостатки в смысле математической безупречности» и основывается на двух «спекулятивных понятиях»:
- Первое допущение: возможна полная геометризация физики, расширяющая картину Эйнштейна на все физические взаимодействия.
- Второе допущение: возможен переход материального объекта в так называемое «параллельное пространство» и возврат его обратно.

Авторы полагают, что их вольности могут быть оправданы, так как согласуются с поиском ответа на современные вопросы: где тёмная материя и что такое тёмная энергия.
Как и тридцать лет назад, современная техника не способна дать напряжённость электромагнитного поля, достаточную для «прокола пространства» в рамках теории Дрёшера и Хойезера.

## Итоги
Буркхард Хайм умер в 2001 году, так и не добившись общего признания своей теории. Но в наши дни его работа получила продолжение.
Американский институт аэронавтики и астронавтики AIAA каждый год награждает авторов лучших теоретических работ по «аэрокосмическому» профилю. Как говорилось в статье, опубликованной в журнале «New Scientist» в начале 2006 года, в 2004 году в категории «Будущий полёт» приз AIAA заслужила очень спорная и необычная работа: «Принципы для космического аппарата, основанного на квантовой теории Хайма» («Guidelines for a space propulsion device based on Heim’s quantum theory»). Готовя публикацию, журнал New Scientist связывался для консультации с некоторыми физиками, и многие из них отвечали, что «не нашли никакого смысла» в работе Дрёшера и Хойезера. Однако другие добавляли, что и без учёта свежих дополнений теория Хайма — интересная и перспективная вещь: «её трудно увязать с современной физикой, но быть может, она станет тем направлением, куда физика пойдёт вскоре».
В 1982 году вычисления на суперкомпьютере, выполненные в соответствии с уравнениями теории Хайма, дали массы фундаментальных частиц (выведенные из других их параметров), соответствовавшие известным «взвешенным» значениям в пределах ошибки измерений. Массы оказались посчитаны так точно, как только позволяла точность принятых значений фундаментальных констант. А в 2003 году один из учеников Хайма пересчитал их в соответствии с более точным значением гравитационной постоянной и получил ещё большее соответствие эксперименту. В настоящее время общепринятая теория элементарных частиц не способна к теоретическому «предсказанию» масс частиц с такой высокой точностью.